# 児玉悠作
児玉 悠作（こだま ゆうさく、2000年12月16日 -）は日本のハードル選手。

## 人物
長野県下高井郡山ノ内町出身。長野市立長野高等学校、法政大学を経て、現在ノジマT&FC所属。
400mハードルの自己ベストは、2023年5月のゴールデングランプリ陸上で記録した48.77秒である。2023年アジア陸上競技選手権大会の400mハードルで銀メダルを獲得した。2023年世界陸上競技選手権大会にも出場した。
2024年6月の日本選手権では4位であった。